# Herri Gwilherm Kerouredan
Herri Gwilherm Kerourédan ou Jean-Jacques Kerouredan est un poète français né à Quimper le 17 avril 1932 et mort le 3 mai 2008 à Rennes. 
Il fut très proche de Pierre Jakez Hélias, Eugène Guillevic et du recteur Henri Le Moal et resta toute sa vie profondément attaché à la Bretagne, à son identité et à sa culture populaire.

## Biographie
Après avoir quitté sa ville natale pour Nantes, il se lança dans des études de philosophie, tout en s'inscrivant au conservatoire de musique en violon et en piano. Il alla ensuite poursuivre ses études de philosophie à Paris, à la Sorbonne, où il eut pour maître Vladimir Jankélévitch, qui y enseignait la morale et la métaphysique; une profonde amitié allait le lier à ce philosophe engagé, jusqu'à la mort de celui-ci en 1985.
Jean-Jacques Kerourédan poursuivit aussi des études de mathématiques, de physique et d'astronomie, puis il partit en Allemagne du Nord où il allait passer de nombreuses années de sa vie, d'abord comme enseignant de philosophie à l'institut Français puis l'université de Hambourg, enfin. à l'Université de Hambourg et à celle de Kiel. En 1980, alors administrateur à la Mission Laïc il allait créer l'école franco-allemande de Hambourg. 
Ses convictions européennes et décentralisatrices l'amenèrent à adhérer de bonne heure au Mouvement des radicaux de gauche (MRG) puis devenir ensuite ancien maire adjoint à la Culture et à l'Éducation de Fougères, puis Conseiller municipal de Rennes délégué à la coopération culturelle internationale. Il fut également très longtemps président de l'Association Europe Éducation, qu'il avait créée.
Jean-Jacques Kérouredan était membre de l'Institut culturel de Bretagne et de l'Association des écrivains bretons.
Il a reçu en 2003 le Prix Georges Perros pour son ouvrage "Poèmes Traversiers".

## Pour approfondir

### Sources
- Revue Poésie, no 19, 1971
- Les hommes sans épaules